# Rio Palmeira (vattendrag i Brasilien)
Rio Palmeira är ett vattendrag i Brasilien.   Det ligger i delstaten Rio Grande do Sul, i den södra delen av landet, 1 500 km söder om huvudstaden Brasília.
Trakten runt Rio Palmeira består till största delen av jordbruksmark. Runt Rio Palmeira är det ganska tätbefolkat, med 67 invånare per kvadratkilometer.